# 자랑과 정열
《자랑과 정열》(자랑과 情熱, 원제: The Pride and the Passion)은 미국에서 제작된 스탠리 크레이머 감독의 1957년 액션, 모험, 드라마 영화이다. 캐리 그랜트 등이 주연으로 출연하였고 스탠리 크레이머 등이 제작에 참여하였다.

## 출연

### 주연
- 캐리 그랜트
- 프랭크 시나트라
- 소피아 로렌

### 조연
- 데오도르 비켈
- 존 웬그라프
- 제이 노벨로
- 조시 니에토
- 카를로스 로레나가
- 필립 반 잰트
- 줄리안 마우라
- 카를로스 카사라빌라

## 제작진
- 원작자: C.S. 포레스터
- 미술: 루돌프 스터나드
- 의상: 조 킹

## 같이 보기
- 차르 캐넌